# St. George (Vermont)
St. George – miasto w Stanach Zjednoczonych, w stanie Vermont, w hrabstwie Chittenden.